# Schnaittenbach

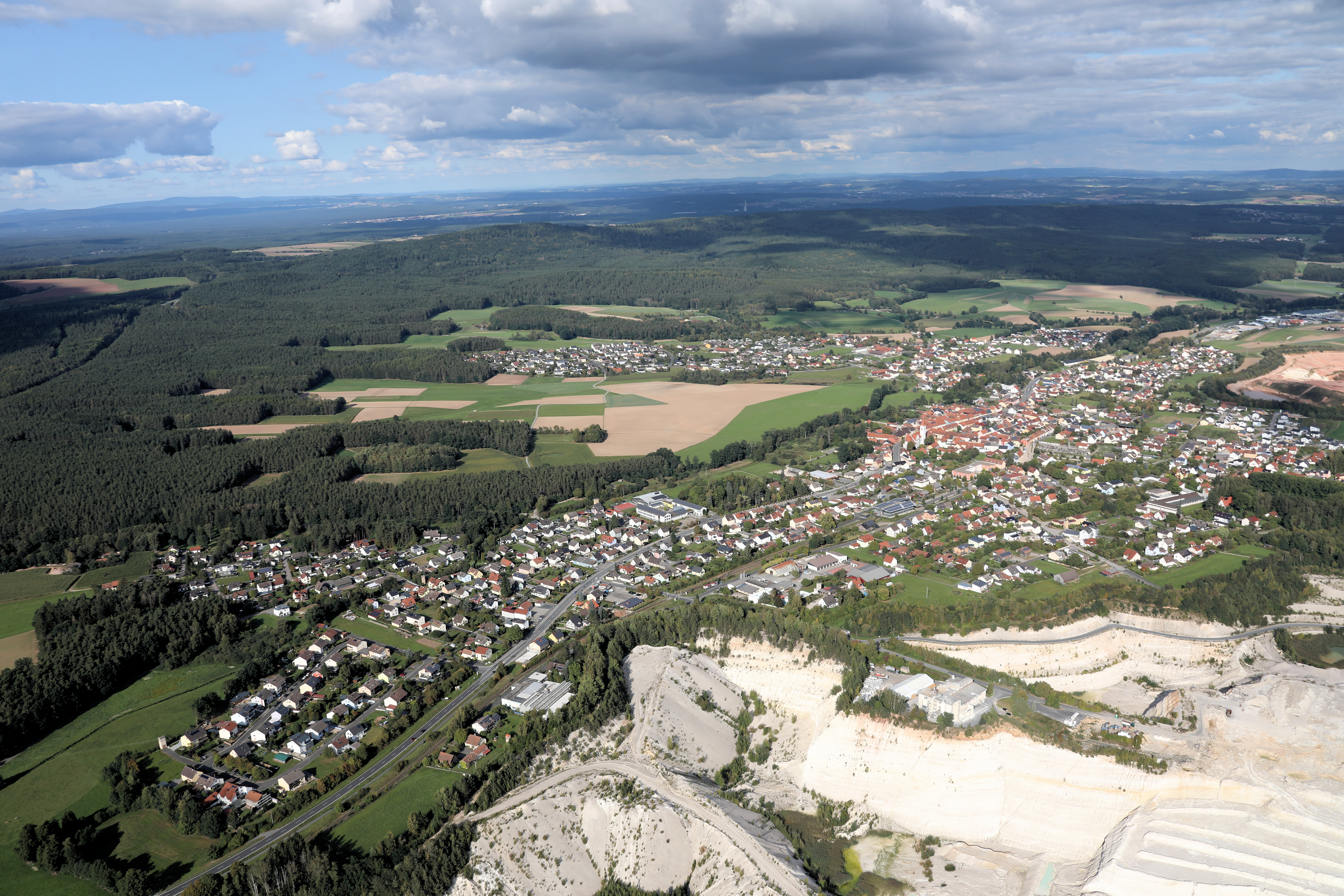
Schnaittenbach (2023)

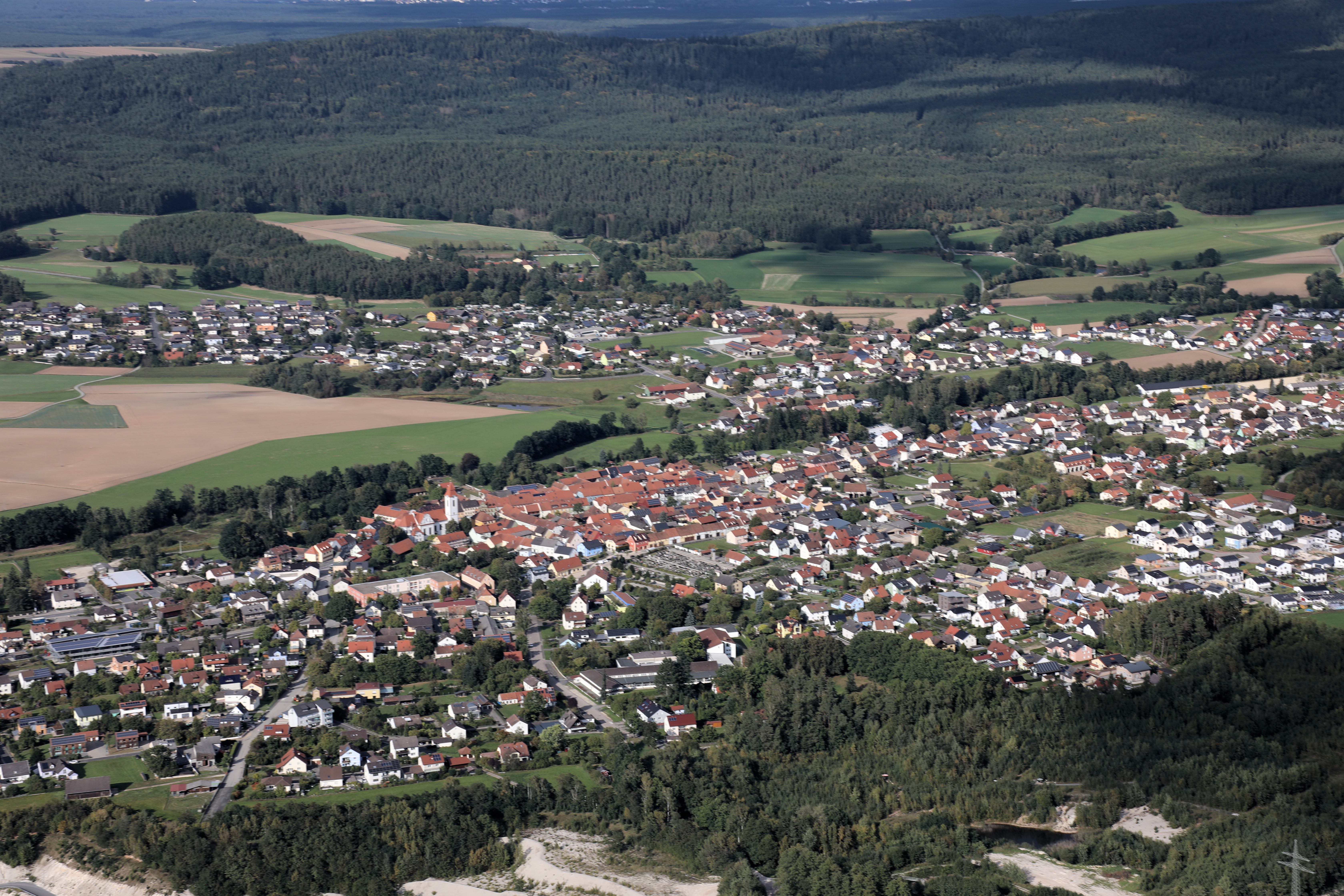
Schnaittenbach (2023)

Schnaittenbach ist eine Stadt im Oberpfälzer Landkreis Amberg-Sulzbach etwa 70 km östlich von Nürnberg  und zählt zur Metropolregion Nürnberg. Der Regionalplan Oberpfalz-Nord weist Schnaittenbach zusammen mit der nur wenige Kilometer westlich liegenden Nachbarstadt Hirschau als Unterzentrum aus.

## Geographie

### Geographische Lage
Schnaittenbach liegt an der Bundesstraße 14 Nürnberg–Prag, etwa 15 km nördlich der A 6 Amberg–Heilbronn und etwa 12 km westlich der A 93 Regensburg – Hof. Die Stadt liegt etwa 70 km östlich von Nürnberg mittig zwischen den kreisfreien Städten Amberg und Weiden in der Oberpfalz. 2 km von Schnaittenbach entfernt ist die Kleinstadt Hirschau.
Durch Schnaittenbach verläuft der 12. östliche Längengrad. In der Grünanlage Kick-Rasel-Straße befindet sich ein Gedenkstein. Der 12. Längengrad verläuft aber ca. 77 m weiter östlich durch die Kirche St. Vitus bzw. Ecke Pfarrer-Kramer-Straße/Lohmühlweg.

Ortsteile der Stadt Schnaittenbach

### Gemeindegliederung

#### Gemeindeteile
Es gibt 16 Gemeindeteile (in Klammern sind der Siedlungstyp und die Einwohnerzahl am 1. Januar 2022 angegeben):
- Demenricht (Dorf, 24)
- Döswitz (Dorf, 36)
- Forst (Dorf)
- Götzendorf (Weiler, 26)
- Haidhof (Dorf)
- Haidmühle (Einöde)
- Holzhammer (Dorf, 296)
- Kemnath am Buchberg (493)
- Mertenberg (Dorf, 76)
- Neuersdorf (Dorf, 109)
- Schnaittenbach (Hauptort, 3020)
- Seblasmühle (Einöde)
- Sitzambuch (Dorf, 73)
- Tradlmühle (Einöde)
- Trichenricht (Weiler, 28)
- Ziegelhütte (Einöde)

#### Gemarkungen
Es existieren sechs Gemarkungen. Drei davon erstrecken sich über die Gemeindegrenzen hinweg auf das Gebiet der Nachbargemeinde Hirschau.
| Gemarkungs- nummer | Gemarkung               | Fläche ha | Gemeindeteile                                                                                           | Karte |
| ------------------ | ----------------------- | --------- | --- | ----- |
| 4493               | Forst1                  | 762,73    | Forst, Seblasmühle                                                                                      |       |
| 4490               | Hirschau1               | 96,36     | |       |
| 4491               | Scharhof1               | 57,23     | Haidhof, Haidmühle                                                                                      |       |
| 4492               | Schnaittenbach          | 2061,40   | Demenricht, Schnaittenbach                                                                              |       |
| 4494               | Holzhammer              | 1612,74   | Holzhammer, Neuersdorf                                                                                  |       |
| 4524               | Kemnath a.Buchberg      | 1750,79   | Döswitz, Götzendorf, Kemnath am Buchberg, Mertenberg, Sitzambuch, Tradlmühle, Trichenricht, Ziegelhütte |       |
| 6 Gemarkungen      | Gemeinde Schnaittenbach | 6341,25   | 16 amtlich benannte Gemeindeteile                                                                       |       |

Gemarkungen der Stadt Schnaittenbach

1Lediglich Gemarkungsteil 1 liegt auf dem Gemeindegebiet der Stadt Schnaittenbach. Gemarkungsteil 0 liegt auf dem Gebiet der Stadt Hirschau.

### Kaolin

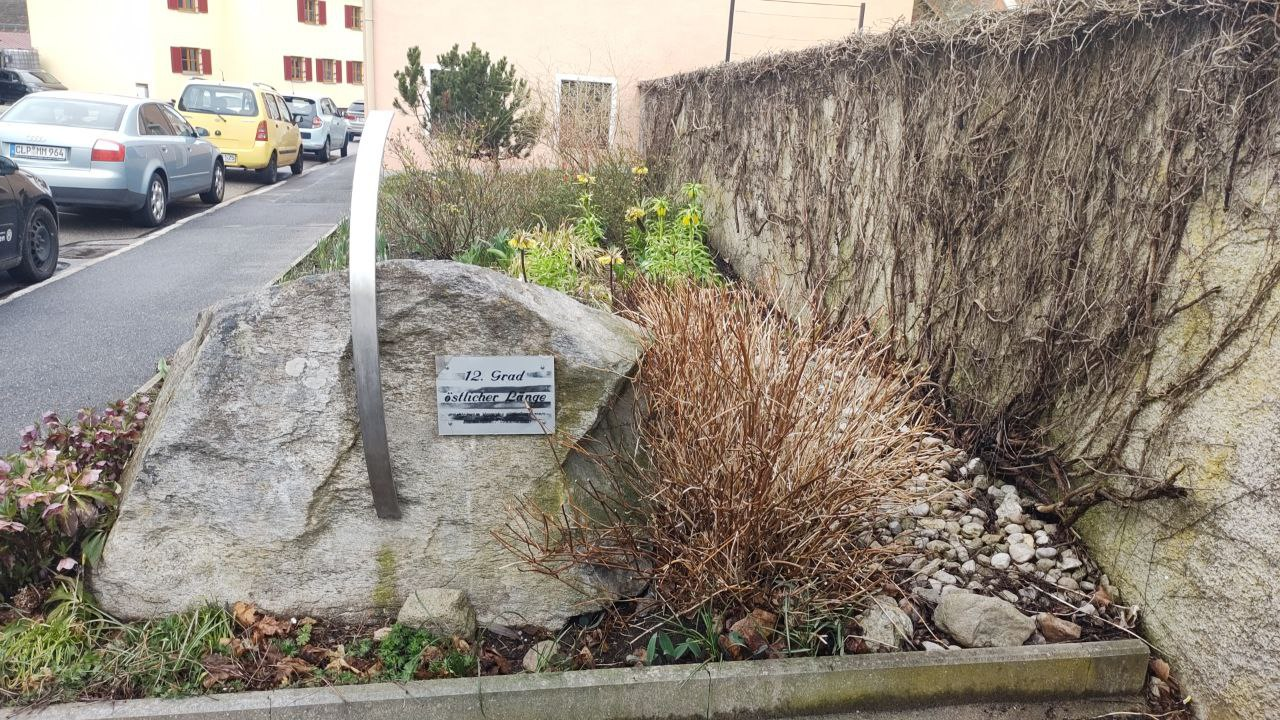
Meridiandenkmal in der Grünanlage Kick-Rasel-Straße für den 12. östlichen Längengrad

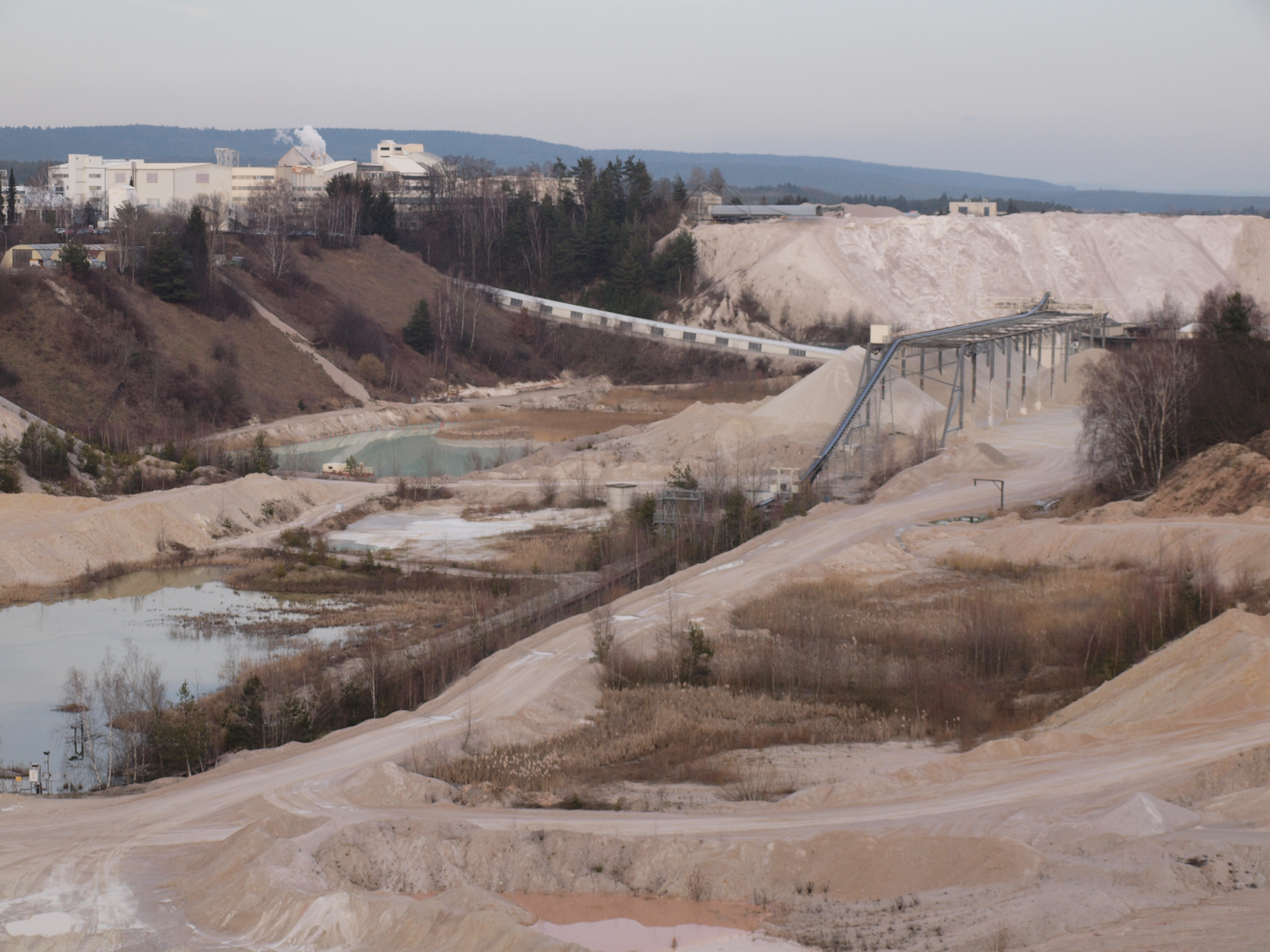
Kaolinabbau in Hirschau durch die Amberger Kaolinwerke Eduard Kick GmbH & Co. KG

Auf dem Gemeindegebiet der Stadt Schnaittenbach befinden sich umfangreiche Kaolinlagerstätten. Das Kaolinrevier Hirschau-Schnaittenbach ist das größte Kaolingebiet Deutschlands, in dem bereits seit 1833 in Schnaittenbach und seit 1901 in Hirschau Kaolin-Bergbau betrieben wird.
Das Kaolin wird industriell abgebaut. In der Kaolinindustrie arbeiten einige hundert Menschen, sie ist also ein wichtiger Wirtschaftsfaktor für Schnaittenbach. Die Rohstoffreserven reichen noch für einige Jahrzehnte. Neben der bereits seit langem laufenden Rekultivierung wurde für das gesamte Revier ein Nachfolgenutzungskonzept erarbeitet, nach dem  die Umgestaltung der großen Tageabbaue in eine Seenlandschaft erfolgen soll.
Früher wurde das Kaolin vor allem für die Porzellanherstellung verwendet. Die Kaolinvorkommen sind auch der Grund für die einst gutgehende Porzellanindustrie in der Oberpfalz, in Oberfranken und Böhmen. Größter Abnehmer für das Kaolin ist die Papier- und Keramikindustrie. Jedoch auch zur Glasfaserherstellung und als Füll- und Pigmentstoff wird das produzierte Material verwendet.

### Natur- und Landschaftsschutzgebiete
Im Stadtgebiet von Schnaittenbach gibt es ein Landschaftsschutzgebiet:
- Buchberg (LSG-00105.06)

und ein Geotop:
- Karneolbank NE von Schnaittenbach (371A005)[12]

## Geschichte

### Bis zur Gemeindegründung
Über die Frühzeit der Siedlung Schnaittenbach, vor allem die Gründung, sind keine schriftlichen Zeugnisse vorhanden.
Wohl schon in vorrömischer Zeit verlief eine Handelsstraße von Kösching (Römerkastell) über Velburg, Pielenhofen, Rensbach, Heimhof, Erlheim, Amberg, Aschach, Schnaittenbach, Luhe, weiter nach Floß, Tirschenreuth und Eger. Schon früh dürfte an der Stelle, wo diese uralte und zum größten Teil verschwundene Straße den Ehenbach überquerte, eine Siedlung entstanden sein. Dabei handelte es sich vermutlich um eine Ausbau- bzw. Rodungssiedlung, die an einem Grenzbach (sneite: Grenze) angelegt worden war und schon lange vor ihrer ersten Erwähnung bestand.

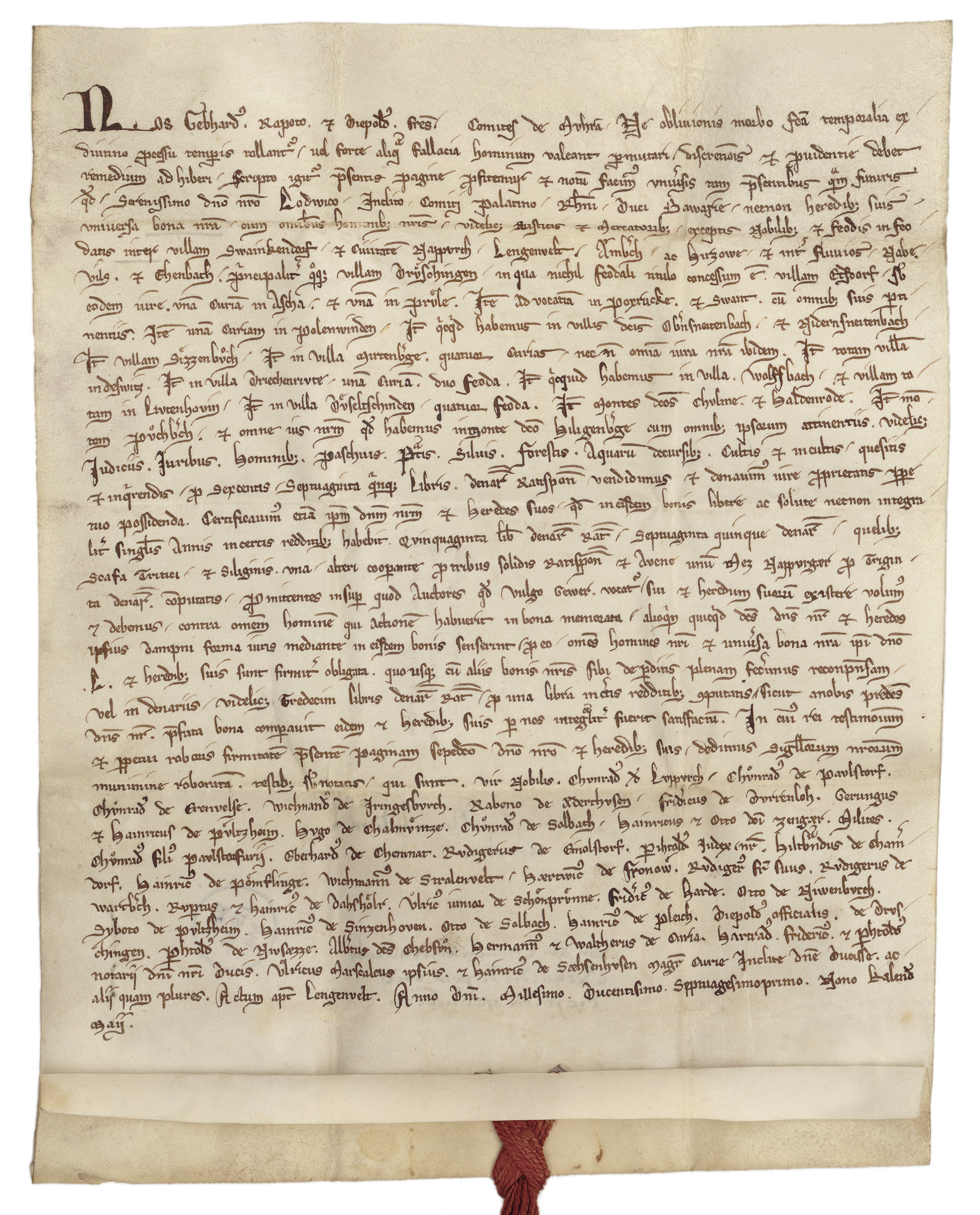
Urkunde vom 23. April 1271, auf der Schnaittenbach erstmals erwähnt wurde

Am 23. April 1271 trat Schnaittenbach erstmals urkundlich in Erscheinung. In der Urkunde, mit der die Grafen von Ortenburg-Murach ihre Rechte und Besitzungen rund um den Buchberg an den wittelsbachischen Herzog Ludwig II. verkauften, wird auch das aus den beiden Ortsteilen Obernsneitenbach und Nidernsneitenbach bestehende Dorf Schnaittenbach erwähnt. Die beiden Ortsteile waren nach ihrer Lage am Ehenbach benannt worden. Unter den verkauften Orten befanden sich auch die heute zum Stadtgebiet gehörenden Orte Sitzambuch, Mertenberg, Döswitz und Trichenricht.
1285 erfolgte die zweite urkundliche Nennung Schnaittenbachs und daraus ist zu erfahren, dass in Obernsneitenbach zwei Höfe und in Nidernsneitenbach neun Lehen und eine Mühle, die später mit dem Namen Angermühle auftauchte, existierten. Der bisherige Ortsteil Nidernsneitenbach hatte in der letztgenannten Urkunde wieder den Namen Sneitenbach angenommen, aus der er entstanden war.
Um 1313 schlossen sich die beiden Ortsteile zum Markt Schnaittenbach zusammen. Mit dem von den wittelsbachischen Herzögen verliehenen Marktrecht waren die Magistratsverfassung, die Marktgerichtsbarkeit und die für einen Markt völlig ungewöhnliche Hoch- bzw. Blutgerichtsbarkeit verbunden, die der Markt im Spätmittelalter besaß, aber nicht behaupten konnte und schließlich an den Landrichter von Amberg verlor. Ab dieser Zeit blieb dem Richter von Schnaittenbach nur das Recht des ersten Zugriffes und des ersten Verhöres; nach zwei Tagen musste der Delinquent  an den Landrichter von Amberg ausgeliefert werden.
Das 1398 erstmals in einer Urkunde erwähnte Hammergut Unterschnaittenbach, das von Pfalzgraf Rupprecht II. an Hans den Kastner von Amberg verkauft wurde, war politisch immer ein eigenes Gemeinwesen geblieben. Mit Nidernsneitenbach war es entgegen vielfach geäußerten Vermutungen nicht identisch.
Die Stadtpfarrkirche St. Vitus wurde um 1712 im Zuge einer Erweiterung barockisiert.

### 19. und 20. Jahrhundert
Der Markt Schnaittenbach war mit einem Mauerring befestigt. Die Befestigung bestand aus einem halben Meter dicken, annähernd vier Meter hohen Ringmauern, die im Norden an den Großen Weiher stießen. Drei Tore riegelten ursprünglich den Markt ab, das Obere oder Hirschauer Tor im Westen, das Untere Tor im Osten beim Anwesen Heldmann/Poppenwastl und das Lohtor am Ende des Rosenbühls im Süden. Ein verheerender Großbrand, der im Jahre 1817 von 96 Anwesen 79 Wohnhäuser und 49 Scheunen vernichtete, bedeutete auch das Ende der Marktbefestigung. 1830 kam „ein großes Wasser“, der Marktplatz war zwei Fuß hoch überschwemmt. Der Weiherdamm bei Forst riss und wurde nicht mehr aufgebaut, Mühlen und Häuser wurden beschädigt.
Noch Ende des 18. Jahrhunderts befand sich Schnaittenbach nach urkundlicher Überlieferung in einer ausweglosen wirtschaftlichen Lage, und im Jahre 1802 beklagte sich der Magistrat darüber, dass die Bürger ihre Söhne kein Handwerk lernen lassen wollten, sondern sich nur auf die Landwirtschaft verließen. Dabei gab es im Ort im Jahre 1805 mehr als 60 Gewerbetreibende und Handwerker, wie Drechsler, Weber, Strumpfstricker und Rotgerber.

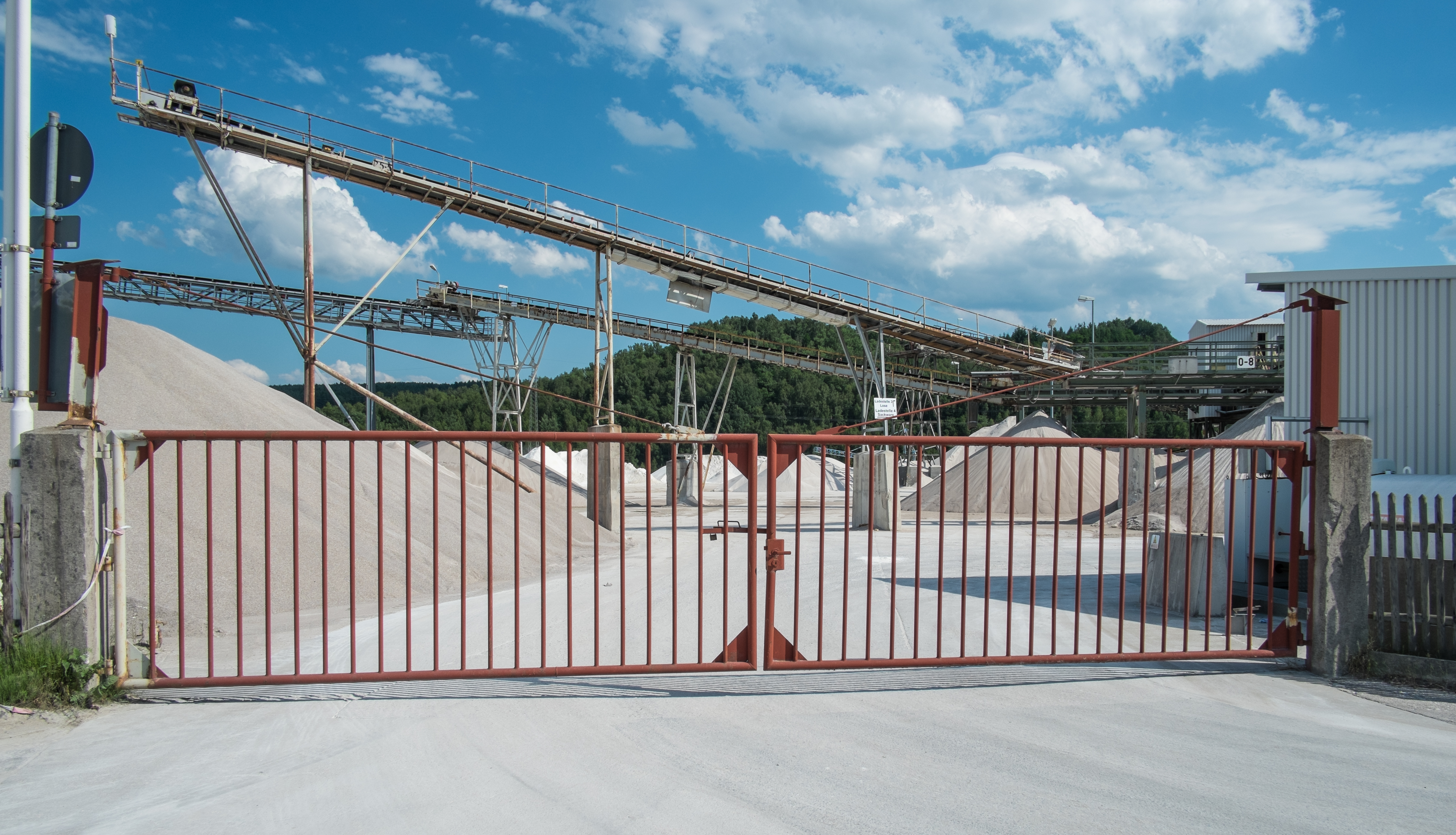
Kaolinwerk

Es war ein Glücksfall für Schnaittenbach, als im Jahre 1833 der mittellose Buchhalter Daniel Christoph Eduard Kick im Stadel des Löwenwirts Johann Popp ein Kaolinwerk errichtete und damit die oberpfälzische Kaolinindustrie gründete. Der Bau der Eisenbahnstrecke Amberg–Schnaittenbach im Jahre 1898 förderte die Entwicklung weiter.
Schnaittenbach war eine der wenigen Ortschaften, die die Erhebung eines Pflasterzolls bis in die 1930er Jahre aufrechterhielt. Erst mit Beschluss des Marktrats vom 4. November 1936 wurde der Pflasterzoll zum 1. Januar 1937 in Schnaittenbach abgeschafft.
Nach den beiden Weltkriegen nahm der Markt insbesondere nach 1945 (damals hatte Schnaittenbach etwas über 1800 Einwohner) durch die große Zahl der Heimatvertriebenen und durch neue Betriebsansiedlungen, zum Beispiel die Firma Kerb-Konus, einen großen Aufschwung. Dies führte dazu, dass Schnaittenbach am 24. Oktober 1954 durch den damaligen Innenminister Wilhelm Hoegner zur Stadt erhoben wurde.
Mit der Gebietsreform wurde der Landkreis Amberg, zu dem Schnaittenbach gehörte, in den Jahren 1972 und 1973 aufgelöst. Die Stadt Schnaittenbach wurde dem neuen Landkreis Amberg-Sulzbach zugeordnet.

### Eingemeindungen
Das Stadtgebiet von Schnaittenbach hat sich, beginnend mit dem 1. Oktober 1938, als die Gemeinde Forst (mit Unterschnaittenbach) aufgelöst und nach Schnaittenbach eingemeindet wurde, erheblich vergrößert. 1946 folgten Demenricht und Holzhammer rechts des Ehenbaches (Schloss).
Im Rahmen der Gebietsreform in Bayern wurden am 1. April 1972 aus der aufgelösten Gemeinde Weiher der Weiler Haidhof und die Einöde Haidmühle, am 1. Juli 1972 Holzhammer mit seinem Gemeindeteil Neuersdorf und schließlich am 1. Mai 1978 Kemnath am Buchberg mit seinen Gemeindeteilen Sitzambuch, Mertenberg, Döswitz, Trichenricht und Götzendorf eingegliedert. Dadurch erreichte Schnaittenbachs Einwohnerzahl ihr heutiges Niveau von ca. 4400.

### Einwohnerentwicklung
Zwischen 1988 und 2018 sank die Einwohnerzahl von 4326 auf 4203 um 123 Einwohner bzw. um 2,8 %.

## Politik

### Stadtrat
Nach der Kommunalwahl am 15. März 2020 hat der Stadtrat 16 Mitglieder. Die Wahlbeteiligung lag bei 72,22 % (2014: 70,18  % ;2008: 72,3 %). Die Wahl brachte folgendes Ergebnisse hervor (in Klammern die Ergebnisse vergangener Wahlen):
( ) Kommunalwahl 2014
[ ] Kommunalwahl 2008
| Partei / Liste                                 | Sitze     | Stimmenanteil         |
| CSU                                            | 6 (7) [7] | 37,89 % (42,7) [41,0] |
| SPD                                            | 5 (5) [4] | 26,79 % (29,9) [27,4] |
| Freie Wähler Gemeinschaft                      | 3 (2) [2] | 20,47 % (12,8) [15,7] |
| Christliche Wählerschaft Schnaittenbach-Umland | 2 (2) [3] | 14,85 % (14,6) [15,8] |

- Der Bürgermeister ist Mitglied und Vorsitzender des Stadtrates.

### Bürgermeister
Bei der Kommunalwahl am 15. März 2020 traten drei Kandidaten an. Von 3492 Wahlberechtigten nahmen 2523 ihr Wahlrecht in Anspruch. Die Wahlbeteiligung lag bei 72,25 %. Nach dem folgenden Ergebnis war eine Stichwahl notwendig:
| Kandidat (Partei)                | Stimmenanteil | Stimmenanzahl |
| Marcus Eichenmüller (CSU)        | 40,65 %       | 1020          |
| Uwe Bergmann (SPD)               | 35,31 %       | 886           |
| Manfred Schlosser (Freie Wähler) | 24,03 %       | 603           |

Bei der Stichwahl am 29. März 2020 trat Marcus Eichenmüller gegen Uwe Bergmann an. Von 3488 Wahlberechtigten nahmen 2719 ihr Wahlrecht in Anspruch. Die Wahlbeteiligung lag bei 77,95 %. Die Stichwahl erbrachte folgendes Ergebnis:
| Kandidat (Partei)         | Stimmenanteil | Stimmenanzahl |
| Marcus Eichenmüller (CSU) | 52,97 %       | 1434          |
| Uwe Bergmann (SPD)        | 47,03 %       | 1273          |

Damit löste Marcus Eichenmüller den seit 2002 amtierenden ersten Bürgermeister Josef Reindl (CSU) ab.
Eichenmüller wurde am 1. Mai 2020 in das Amt erhoben.

### Wappen
|                                | Blasonierung: „In Blau ein aufgerichteter goldener Baumstamm mit gestümmelten Ästen.“ |
| Im Jahr 1504 erstmals bezeugt. |                                                                                       |

### Partnerschaftsgemeinden
- Schweiz: Die Gemeinde Buchberg ist seit 1976 die Partnerschaftsgemeinde von Schnaittenbach.
- Deutschland: Seit der Stadterhebung von Schnaittenbach im Jahr 1954 ist Amberg als Patenstadt partnerschaftlich verbunden.
- Deutschland  Tschechien  Polen: Schnaittenbach ist Teil einer besonderen Städtepartnerschaft. Im November 2004 wurde in Karlsbad in Tschechien von acht Städten und Gemeinden in Europa die Gründungsurkunde unterzeichnet. Die Kaolinstädtepartnerschaft verbindet Orte, die in besonderer Beziehung zum Rohstoff Kaolin stehen. Mitglieder sind neben Schnaittenbach die bayerischen Orte Tirschenreuth und Hirschau, aus Sachsen die Gemeinden Königswartha, Sornzig-Ablaß und die Stadt Mügeln, Nová Role in Tschechien sowie Nowogrodziec in Polen.[23]

## Baudenkmäler

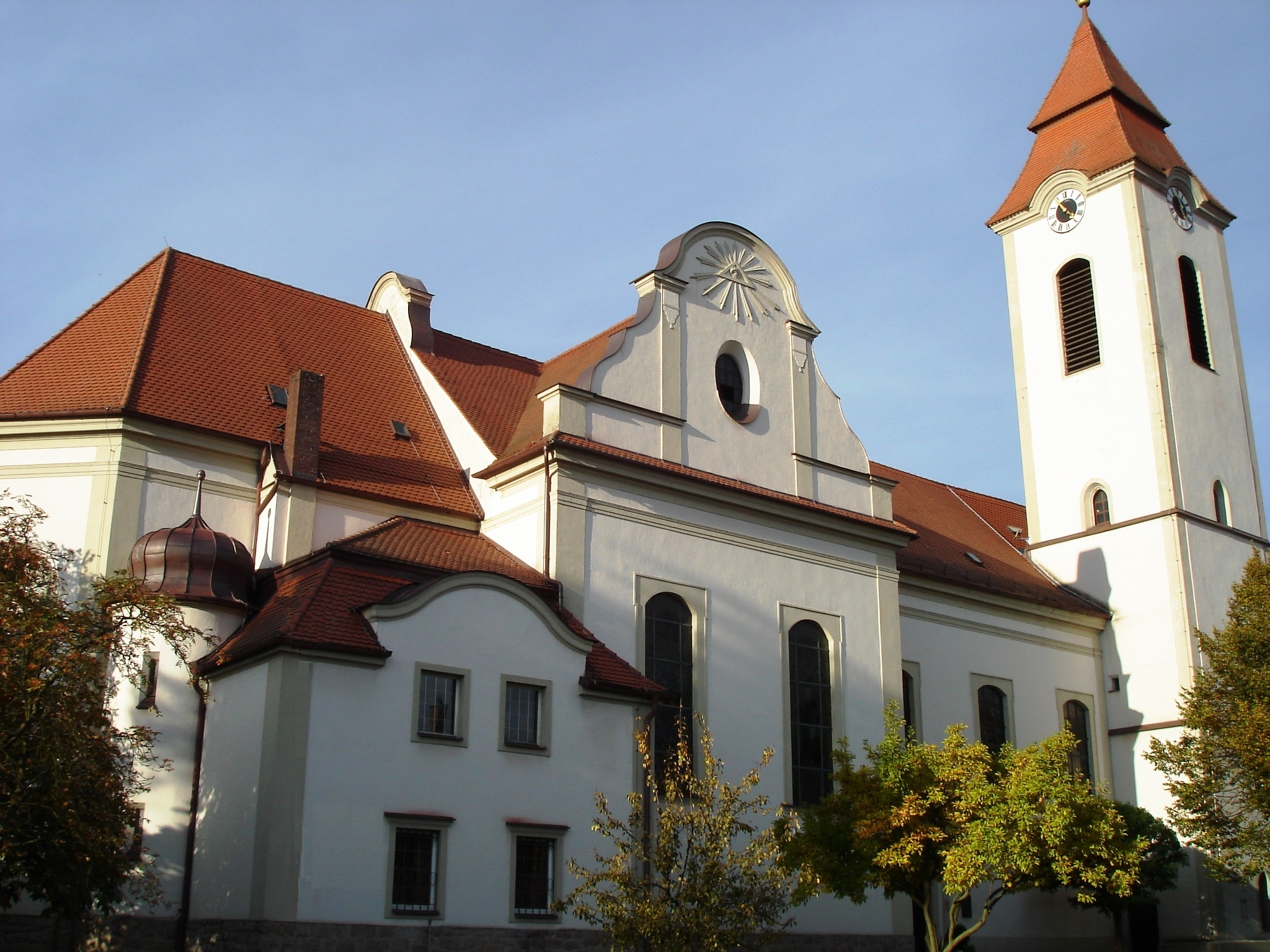
Kirche St. Vitus Schnaittenbach

- Stadtpfarrkirche St. Vitus (gotische Mauersubstanz, starke Veränderungen um 1910)
- Rathaus aus dem späten 17. Jahrhundert (Ergänzungen 1817 und 1932) mit Kräutergarten
- Ehemaliges Hammerschloss (Walmdachbau Mitte des 18. Jahrhunderts) und die ehemalige Schlosskapelle St. Maria (Gemeindeteil Holzhammer)
- Vorgeschichtlicher Grabhügel Vogelherd (Gemeindeteil Kemnath am Buchberg)
- Burgstall Schlossberg (Gemeindeteil Sitzambuch)
- Turmhügel Kellerhübl am südwestlichen Ortsausgang von Demenricht

## Wirtschaft und Infrastruktur

### Öffentliche Einrichtungen

#### Schulen
Die Mittelschule Schnaittenbach bildet zusammen mit den Mittelschulen in Hirschau, Vilseck und Hahnbach den „Schulverbund Obere Vils-Ehenbach“. Die Mittelschüler der Jahrgangsstufen 5 und 6 aus Schnaittenbach werden in Hirschau beschult, die Jahrgangsstufen 7 bis 9 besuchen die Schule in Schnaittenbach. Die Schüler der vier Schulen des Schulverbunds, die den M-Zug besuchen, wechseln ab der 7. Klasse nach Hahnbach.

### Verkehr
Straßenverkehr
Die Stadt liegt direkt an der Bundesstraße 14 Nürnberg–Prag, ca. 25 Kilometer östlich der A 6 Amberg–Heilbronn und ca. 10 Kilometer westlich der A 93 Regensburg–Hof.
Die Kreisstraße AS 19 führt nach Norden zur Staatsstraße 2238, nach Süden zur Staatsstraße 2399.

Schienenverkehr
Des Weiteren liegt Schnaittenbach an der Bahnstrecke Amberg–Schnaittenbach, die jedoch nur (noch) von Güterzügen befahren wird.
Der Personenverkehr auf der Bahnstrecke Amberg–Schnaittenbach wurde ab 1960 auf ein Zugpaar für den Schülerverkehr beschränkt und am 30. Mai 1976 gänzlich stillgelegt. Heute wird die Strecke nur mehr für den Güterverkehr genutzt.
Die nächstgelegenen Bahnhöfe befinden sich in Freihung (15 km), in Röthenbach (Oberpf) (11 km) und Vilseck (20 km), die an der Bahnstrecke Neukirchen–Weiden liegen. Der Bahnhof Wernberg-Köblitz (13 km) liegt an der Bahnstrecke Regensburg–Weiden und der Bahnhof in Amberg (22 km) an der Bahnstrecke Nürnberg–Irrenlohe.

## Persönlichkeiten

### Söhne und Töchter der Stadt
- Josef Grosch (1878–1941), Verwaltungsjurist und Landrat des Landkreises Vilshofen
- Johannes Rosner (1908–1998), Bischof von Queenstown in Südafrika, Ehrenbürger von Schnaittenbach. Nach ihm wurde der Bischof-Rosner-Platz benannt.
- Hans Wagner (* 1935), Politiker, Landrat des Landkreises Amberg-Sulzbach von 1978 bis 2002
- Reinhold Strobl (* 1950), Politiker, Mitglied des Bundestages und des Bayerischen Landtags
- Herta Flor (* 1954), Neuropsychologin

### Ehrenbürger
- Georg Landgraf (1879–1953), Studienrat, Heimatforscher und Ehrenbürger von Schnaittenbach. Die von ihm 1908 verfasste Chronik (→ Literatur) bildet das Fundament für die Schnaittenbacher Geschichts- und Heimatforschung. Nach ihm ist der zentral gelegene Georg-Landgraf-Platz benannt.[27][28][29]
- Hans Weiß (1910–2015), Oberfinanzpräsident und Ehrenbürger von Schnaittenbach, Träger des Bayerischen Verdienstordens und des Großen Verdienstordens der Bundesrepublik Deutschland